# Voo American Airlines 11
O voo American Airlines 11 foi um voo doméstico de passageiros que foi sequestrado por cinco membros da al-Qaeda em 11 de setembro de 2001, como parte de vários ataques em 11 de setembro. Mohamed Atta colidiu deliberadamente o avião na Torre Norte do World Trade Center em Nova Iorque, matando todas as 92 pessoas a bordo e 1 402 no edifício. A aeronave envolvida, um Boeing 767-223ER, estava executando o serviço transcontinental diário da American Airlines, do Aeroporto Internacional Logan, em Boston, Massachusetts, para o Aeroporto Internacional de Los Angeles, em Los Angeles, Califórnia.
Catorze minutos após a decolagem, os sequestradores feriram pelo menos três pessoas (possivelmente matando uma), forçaram a entrada na cabine e dominaram o capitão e o primeiro oficial. Atta, um membro da al-Qaeda e piloto comercial licenciado, assumiu o comando. Os controladores de tráfego aéreo notaram que o voo estava em perigo quando a equipe não estava mais respondendo. Eles perceberam que o voo foi sequestrado quando os anúncios de Mohamed Atta para os passageiros foram transmitidos ao controle de tráfego aéreo. A bordo, as comissárias Amy Sweeney e Betty Ong entraram em contato com a American Airlines e forneceram informações sobre os sequestradores e lesões de passageiros e tripulantes.
A aeronave colidiu na Torre Norte do World Trade Center às 8h46min30 no horário local. Inúmeras pessoas nas ruas de Nova Iorque testemunharam o acidente, mas poucas gravações de vídeo capturaram o momento. O cineasta Jules Naudet capturou a única metragem conhecida do impacto inicial do início ao fim. Antes que o sequestro fosse confirmado, as agências de notícias começaram a noticiar a colisão e especularam que o ocorrido tinha sido um acidente. O impacto e o incêndio subsequente fizeram com que a Torre Norte colapsasse 102 minutos após o acidente, resultando em centenas de mortos. Durante o esforço de recuperação no local do World Trade Center, os trabalhadores recuperaram e identificaram dezenas de restos das vítimas do voo 11, mas muitos fragmentos corporais não puderam ser identificados.

## Voo

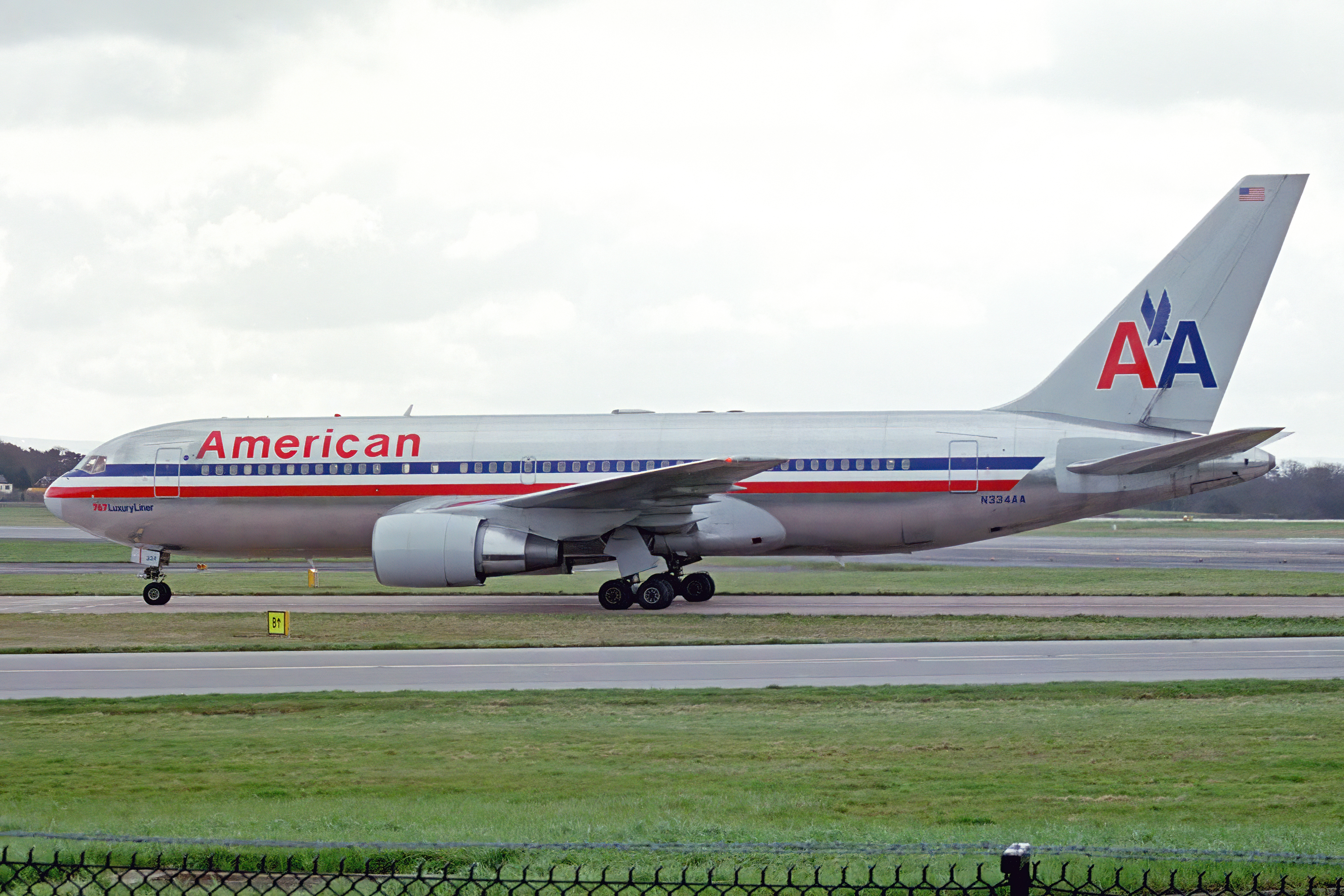
N334AA, a aeronave envolvida, no Aeroporto de Manchester em 8 de abril de 2001, cinco meses antes dos ataques.

O avião do voo 11 da American Airlines era um Boeing 767-200ER entregue em 1987, com o prefixo N334AA. A capacidade da aeronave era de 158 passageiros, mas o voo de 11 de setembro transportava 81 passageiros e onze membros da tripulação. Esta era uma carga leve, usando 58,2% de sua capacidade, mas maior do que o fator de carga médio para um voo 11 das terças-feiras de manhã, que era de 39% nos meses anteriores ao 11 de setembro. Os onze membros da tripulação eram o capitão John Ogonowski, o primeiro oficial Thomas McGuinness, e os comissários de bordo Barbara Arestegui, Jeffrey Collman, Sara Low, Karen Martin, Kathleen Nicosia, Betty Ong, Jean Roger, Dianne Snyder e Madeline Amy Sweeney.
Todas as 92 pessoas a bordo foram mortas, incluindo David Angell (o criador e produtor executivo do seriado Frasier), sua esposa Lynn Angell, e a atriz Berry Berenson, a viúva de Anthony Perkins. O criador do Family Guy, Seth MacFarlane, estava agendado para o voo, mas chegou ao aeroporto atrasado. O ator Mark Wahlberg também estava programado para estar no voo, mas cancelou seu ingresso no último minuto. A atriz Leighanne Littrell, esposa de Brian Littrell, cantor do Backstreet Boys, já havia sido reservada no voo, mas, como Wahlberg, mudou seus planos no último minuto.

### Embarque

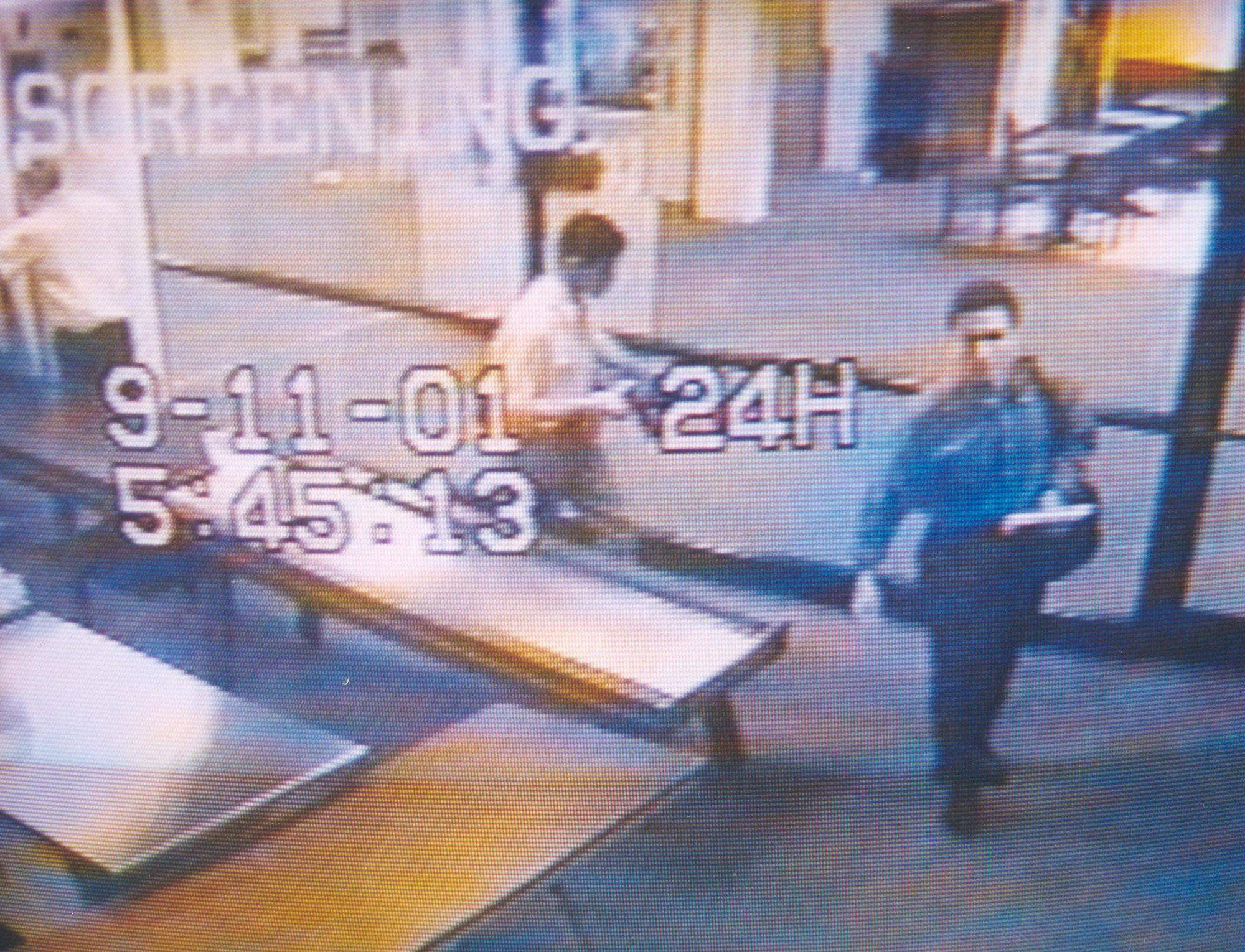
Atta (de camisa azul) e Omari passando pela segurança no Aeroporto Internacional de Portland na manhã do 11 de setembro.

Mohamed Atta, de 33 anos de idade, líder dos ataques; E um colega sequestrador, Abdulaziz al-Omari, de 22 anos de idade, chegaram ao Aeroporto Internacional de Portland às 5h41, horário de verão do leste, em 11 de setembro de 2001. Eles embarcaram no voo 5 930 da Colgan Air, que estava programado para partir às 6h00 de Portland, Maine, e voaram para Boston. Ambos os sequestradores tinham passagens da primeira classe com um voo de conexão para Los Angeles; duas malas de Atta foram verificadas, e nenhuma de Omari. Quando fizeram o check-in, o sistema CAPPS selecionou Atta para o controle extra da bagagem, mas ele embarcou sem incidentes. O voo de Portland partiu a tempo e chegou em Boston às 6h45. Outros três sequestradores, Waleed al-Shehri, de 22 anos, Wail al-Shehri de 28 anos, e Satam al-Suqami, de 25 anos. Chegaram ao Aeroporto Internacional Logan às 6h45, tendo deixado o carro alugado no estacionamento do aeroporto. Às 7h52, Marwan al-Shehhi, o sequestrador que pilotou o voo 175 da United Airlines, fez um telefonema de um telefone de uso público no aeroporto de Logan para o celular de Atta. Acredita-se que os dois falavam que os ataques estavam prontos pra começar.
Como eles não receberam cartões de embarque para o voo 11 em Portland, Atta e Omari fizeram check-in e passaram pela segurança em Boston. No check-in apressado depois do voo de Portland, os funcionários da companhia aérea não carregaram as malas de Atta no voo 11. Suqami, Wail al-Shehri e Waleed al-Shehri também fizeram check-in para o voo em Boston. Wail al-Shehri e Suqami tiveram cada um uma bolsa verificada; nenhuma de Waleed al-Shehri foi verificada. O CAPPS selecionou os três para verificar detalhadamente a bagagem. Como a triagem do CAPPS era apenas para bagagens, os três sequestradores não passaram por uma verificação extra no posto de inspeção.
Às 7h40, os cinco sequestradores estavam a bordo do voo, programado para partir às 7h45. Mohamed Atta ficou no assento 9D da classe executiva, enquanto Abdulaziz al-Omari ficou no 9G e Suqami no 10B. Os irmãos Waleed al-Shehri e Wail al-Shehri sentaram-se em assentos de primeira classe 2B e 2A. Às 7h59, quatorze minutos atrasado, o avião iniciou a sua decolagem do Aeroporto Internacional Logan a partir da pista 4R.

### Sequestro
A Comissão do 11 de Setembro estimou que o sequestro começou às 8:14, quando os pilotos deixaram de responder aos pedidos do Centro de Controle do Tráfego da Rota Aérea de Boston (Boston ARTCC). Às 8h13min29, quando a aeronave estava passando pelo centro de Massachusetts a 26 000 pés (7 900 m) de altura, os pilotos responderam a um pedido do Boston ARTCC para fazer um giro de vinte graus para a direita. Às 8h13min47, Boston ARTCC disse aos pilotos para elevarem a altitude de cruzeiro de 35 000 pés (11 000 m), mas não receberam resposta. Acredita-se que o capitão Ogonowski foi esfaqueado até à morte e que o piloto sequestrador, Mohamed Atta, assumiu o controle do avião e colidiu-o na Torre Norte do World Trade Center. Antes de morrer, Ogonowski conseguiu gerenciar o sistema de rádio da aeronave para permitir que o controle de tráfego aéreo ouvisse as conversas dos terroristas na cabine da aeronave. Às 08h16, a aeronave estabilizou a 29 000 pés (8 800 m) e, logo depois, desviou-se do seu trajeto agendado. O Boston ARTCC fez várias tentativas de diálogo com o voo 11 sem resposta e, às 8h21, o voo parou de transmitir seu sinal Modo-C do transponder.
De acordo com as comissárias de bordo Amy Sweeney e Betty Ong, que contataram a American Airlines durante o sequestro, os sequestradores haviam esfaqueado as assistentes Karen Martin e Barbara Arestegui, e cortaram a garganta de Daniel Lewin. Lewin, um empreendedor de internet norte-americano-israelense que entendia árabe, serviu como oficial na unidade de operações especiais Sayeret Matkal das Forças de Defesa de Israel. Lewin estava sentado no 9B, e Suqami estava diretamente atrás dele no 10B. A Comissão do 11 de setembro sugeriu que Suqami pode ter esfaqueado e matado Lewin após este ter tentado parar o sequestro. Lewin é creditado como a primeira vítima fatal dos ataques de 11 de setembro. Durante uma ligação de quatro minutos para o centro de operações da American Airlines, Ong forneceu informações sobre a falta de comunicação com a cabine, a falta de acesso para a cabine e os ferimentos dos passageiros. Ela forneceu os locais de assentos dos sequestradores, que mais tarde ajudaram o investigadores a determinar suas identidades.
Às 8h24min38, Atta tentou fazer um anúncio aos passageiros, mas pressionou o botão errado e enviou a mensagem para o Boston ARTCC. Os controladores do tráfego aéreo ouviram Atta anunciar que "Nós temos alguns aviões. Apenas fique quieto e você ficará O.K. Estamos retornando ao aeroporto." Às 8h24min56, ele anunciou: "Ninguém se mexe. Tudo vai ficar bem. Se você tentar fazer qualquer movimento, você vai pôr em perigo a si mesmo e ao avião. Apenas fique quieto." Como antes, Atta achava que estava falando apenas com os passageiros, mas sua mensagem foi registrada pelos controladores de tráfego aéreo. Após as transmissões de Atta e a incapacidade de entrar em contato com o avião, os controladores de tráfego aéreo do Boston ARTCC perceberam que o voo havia sido sequestrado. Às 8h26, o avião virou para o sul. Às 8h32, o Centro de Comando da Administração Federal de Aviação (FAA) em Herndon, Virgínia, notificou a sede da FAA.
Às 8h33min59, Atta anunciou: "Ninguém se mexa, por favor. Vamos voltar para o aeroporto. Não tente fazer movimentos estúpidos." Às 8h37min08, os pilotos do voo 175 da United Airlines verificaram a localização do voo 11 e informaram-o ao controle de voo. O Boston ARTCC contornou os protocolos padrões e contatou diretamente o Setor de Defesa Aérea do Nordeste (NEADS) do Comando de Defesa Aeroespacial da América do Norte (NORAD) em Roma, Nova Iorque. O NEADS convocou dois caças F-15 na Base da Força Aérea de Otis em Mashpee, Massachusetts, para interceptar o avião. Os oficiais de Otis passaram alguns minutos recebendo autorização para que os caças decolassem. Atta completou a viragem final em direção a Manhattan às 8h43. A ordem para enviar os militares de Otis foi dada às 8h46 e os F-15 decolaram às 8h53, aproximadamente sete minutos depois que o voo 11 da American Airlines havia colidido contra o World Trade Center. Dos quatro aviões sequestrados no 11 de setembro, os nove minutos de notificação antecipada sobre o sequestro do voo 11 foram a maior quantidade de tempo que o NORAD teve para responder antes que a aeronave atingisse seu alvo.

### Colisão
Às 8h46min30, Mohamed Atta intencionalmente colidiu o voo 11 da American Airlines contra a fachada norte da Torre Norte (Torre 1) do World Trade Center. A aeronave, viajando a cerca de 404 nós (750 km/h) e transportando cerca de 10 000 galões (38 000 litros) de combustível de jato, atingiu os andares 93 e 99 da Torre Norte.

Jules Naudet filmou o impacto do voo 11 contra a Torre Norte do World Trade Center.

Testemunhas viram o avião voando a baixa altitude em Manhattan e achavam que a aeronave estava com dificuldades. O tenente William Walsh do FDNY (que aparece no documentário 9/11) testemunhou a aeronave:
"Tínhamos a impressão de que ele parecia estar indo para baixo, mas não ouvimos nenhuma dificuldade mecânica. Não conseguimos descobrir por que um avião da American Airlines estaria a tão baixa altitude no centro de Manhattan. Nós esperamos que ele se afastasse e entrasse no Hudson. Mas ele simplesmente aumentou um pouco sua altitude, se estabilizou e foi direto para o Trade Center. Então, logo antes de chegar ao Trade Center, parecia que aumentou sua potência. Nós estávamos assistindo esse avião indo para o World Trade Center. De repente, boom! Ele desaparece no Trade Center."
Os danos causados à Torre Norte destruíram qualquer meio de fuga na zona de impacto ou acima dela. Todas as escadarias e elevadores do 92.º andar foram tornados intransponíveis, emboscando 1 344 pessoas. De acordo com o relatório da Comissão, centenas foram mortas instantaneamente pelo impacto; o restante ficou preso e morreu pelo fogo e a fumaça subsequentes, o eventual colapso, ou (em alguns casos) depois de saltar ou cair do prédio. Os poços dos elevadores canalizaram o combustível de jato queimando-o no decorrer do prédio. Pelo menos um elevador levava combustível ardente para baixo, explodindo no 77.º andar, no 22.º andar e no nível da rua no Lobby do lado oeste.

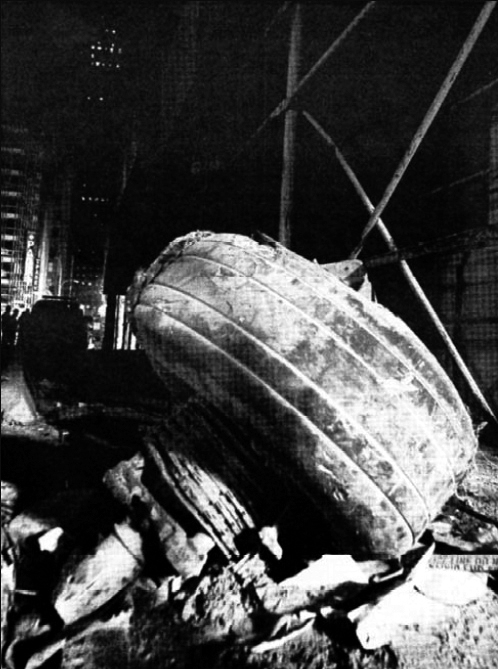
O trem de pouso do voo 11 encontrado em ruas próximas ao World Trade Center.

Jules Naudet, um cinegrafista francês, e Pavel Hlava, um imigrante checo, filmaram o acidente. Uma webcam criada por Wolfgang Staehle em uma exposição de arte no Brooklyn para tirar fotos de Lower Manhattan a cada quatro segundos também capturou imagens do voo 11 colidindo contra o edifício. As agências de notícias inicialmente relataram uma explosão ou incidente no World Trade Center. A CNN saiu de um comercial às 08h49 com a manchete que dizia "Desastre do World Trade Center". Carol Lin, que foi a primeira âncora a noticiar os ataques, disse:
"Sim. Isso acaba de acontecer: você está vendo, obviamente, uma imagem muito perturbadora. Esse é o World Trade Center, e temos informações não confirmadas nesta manhã de que um avião impactou uma das torres do World Trade Center. A sede da CNN está agora começando a trabalhar nesta história, obviamente chamando nossas fontes e tentando descobrir exatamente o que aconteceu, mas claramente algo relativamente devastador está acontecendo nesta manhã, no extremo sul da ilha de Manhattan."
Mais tarde, em uma chamada telefônica no escritório da CNN em Nova Iorque, o vice-presidente de finanças da CNN, Sean Murtagh, informou que um grande jato comercial de passageiros atingiu o World Trade Center. Eventualmente, outras redes de televisão interromperam a transmissão regular com notícias do acidente. O presidente George W. Bush estava em uma escola da Flórida, onde foi informado sobre o ocorrido e inicialmente reagiu: "É um erro do piloto. É incrível que alguém fez isso. O indivíduo deve ter tido um ataque cardíaco." Reportagens iniciais especularam que a colisão tinha sido um acidente até o voo 175 da United Airlines ter atingido a Torre Sul do World Trade Center, dezessete minutos após o impacto do voo 11.

## Consequências

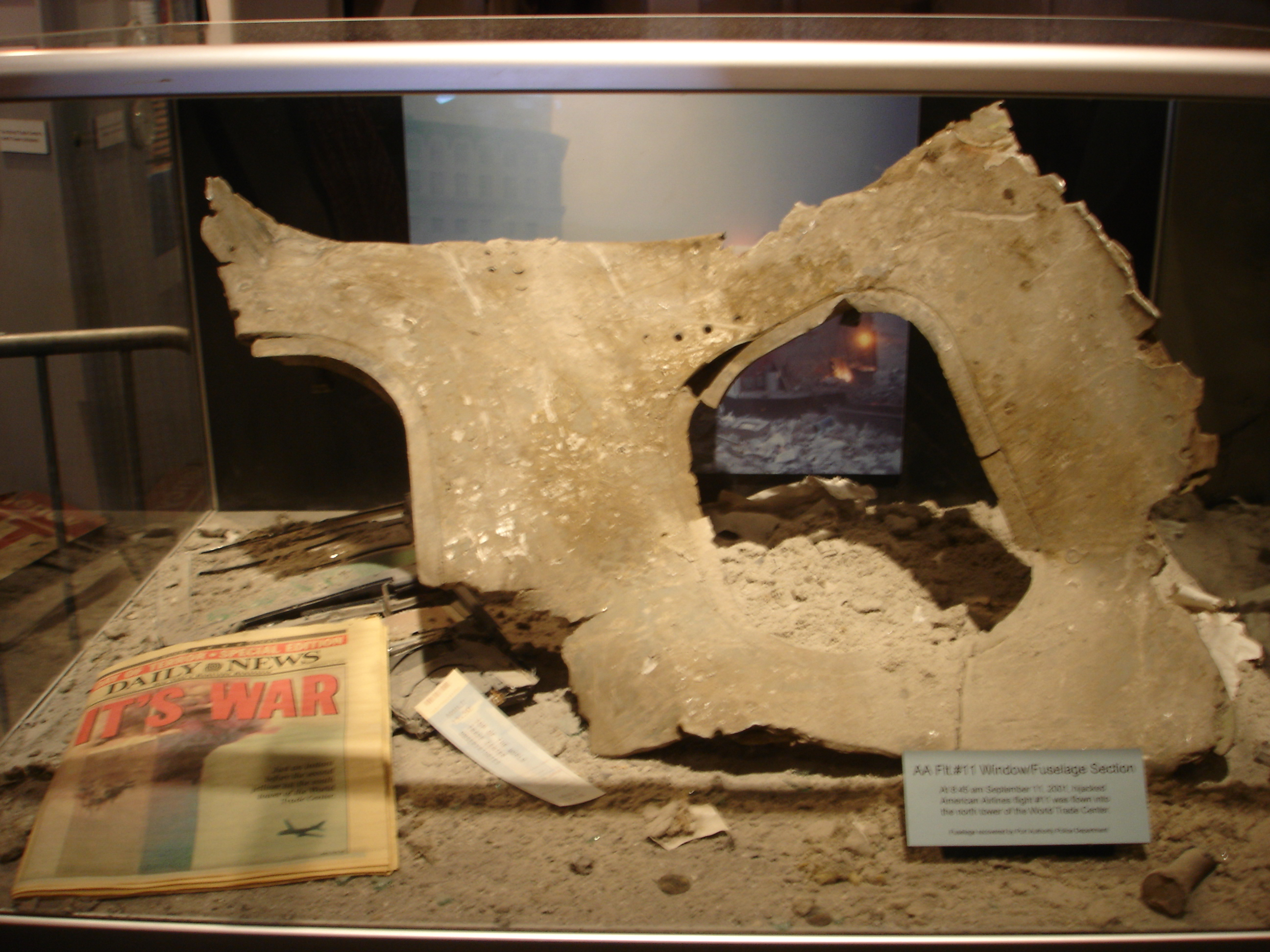
Destroços do voo 11 em um museu de Nova Iorque.

Após o acidente, a Torre Norte queimou por 102 minutos antes de desmoronar às 10h28 da manhã. Embora o impacto tenha causado só por si danos estruturais extensos, o incêndio duradouro inflamado por combustível de jato foi culpado pela falha estrutural da torre. Além dos passageiros da aeronave e dos ocupantes do edifício, centenas de trabalhadores de resgate também morreram quando a torre entrou em colapso. Cantor Fitzgerald L.P., um banco de investimento que ficava nos andares 101-105 do World Trade Center One, perdeu 658 funcionários, mais do que qualquer outro empregador, incluindo o Departamento de Bombeiros da Cidade de Nova Iorque (FDNY). Ao todo, estima-se que 1 402 pessoas que estavam na Torre Norte morreram.

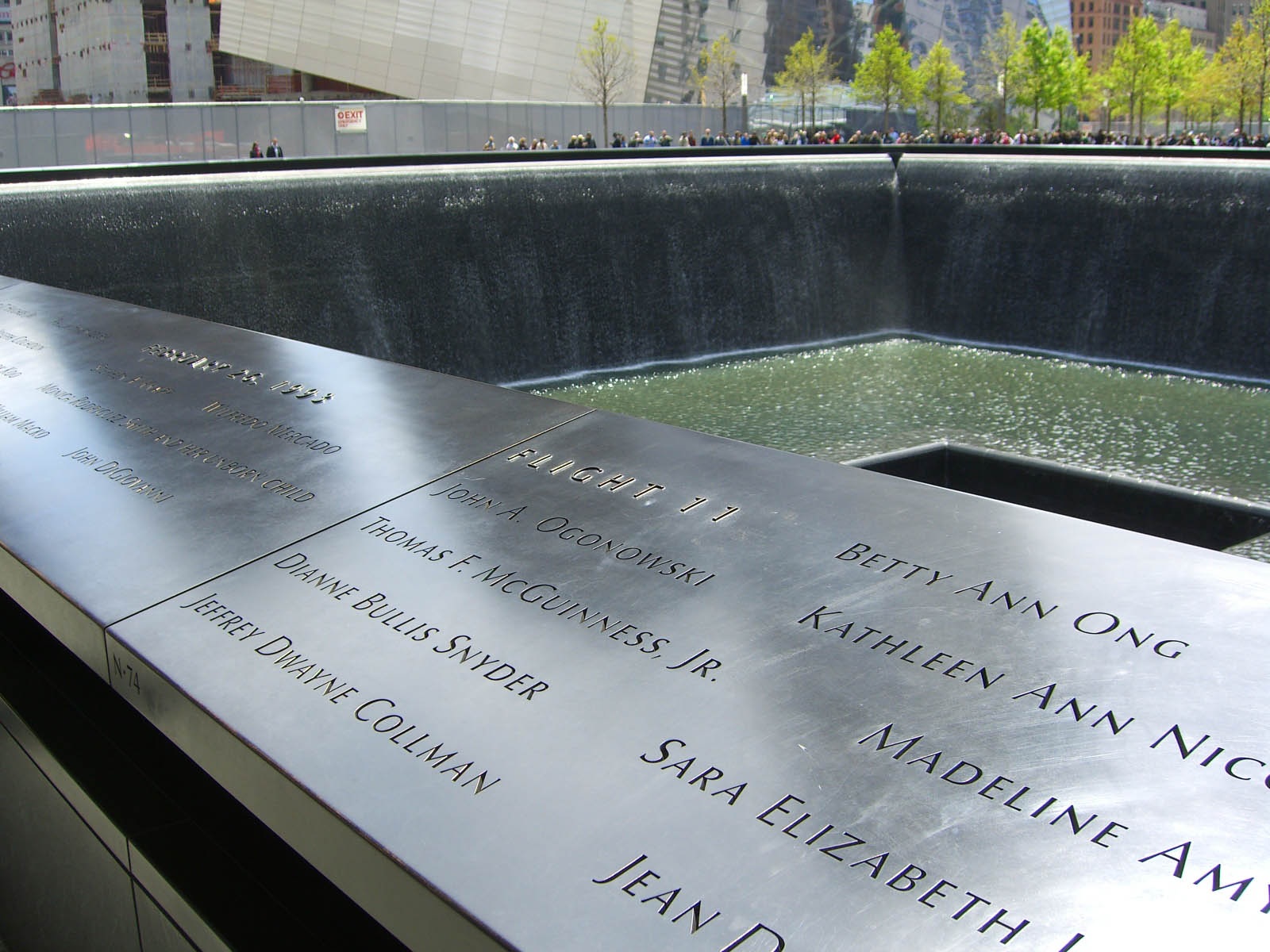
Os nomes dos tripulantes do voo 11 estão localizados no painel N-74 do Memorial & Museu Nacional do 11 de Setembro. Os nomes dos passageiros estão inscritos nesse painel e outros quatro adjacentes.

Os trabalhadores de resgate no local do World Trade Center começaram a descobrir fragmentos corporais das vítimas do voo 11 poucos dias após o ataque. Alguns trabalhadores encontraram corpos presos aos assentos do avião e descobriram o corpo de um comissário de bordo com as mãos amarradas, sugerindo que os sequestradores poderiam ter usado algemas de plástico. Dentro de um ano, os médicos legistas identificaram os restos de 33 vítimas que estavam a bordo do voo. Em 2006, eles identificaram duas outras vítimas do voo 11, incluindo a comissária Karen Martin, enquanto outros fragmentos de corpos não relacionados foram descobertos perto do Ground Zero. Em abril de 2007, os examinadores que usavam a mais nova tecnologia de DNA identificaram outra vítima do voo 11. Os restos de dois sequestradores, potencialmente do voo 11, também foram identificados e removidos do Memorial Park em Manhattan. Os restos dos outros sequestradores não foram identificados e estão enterrados com outros vestígios não identificados neste parque.
O passaporte de Suqami resistiu ao acidente e caiu na rua abaixo. Encharcado por combustível de jato, foi levado por um pedestre que o entregou a um detetive do Departamento de Polícia da Cidade de Nova Iorque (NYPD) logo antes do desmoronamento da Torre Sul. Os investigadores recuperaram a bagagem de Mohamed Atta, que não havia sido carregada no voo. Nela encontraram o passaporte e a carteira de motorista de Omari, um videocassete para um simulador de voo de um Boeing 757, uma faca dobrável e um spray de pimenta. Em uma gravação, alguns meses depois, no Afeganistão, o líder da Al Qaeda, Osama bin Laden, assumiu a responsabilidade pelo ataque. O ataque excedeu as expectativas de Bin Laden: ele esperava que apenas os pisos acima do avião entrassem em colapso. As caixas-pretas dos voos 11 e 175 nunca foram encontradas. Em abril de 2013, descobriu-se um pedaço do mecanismo de aba de um Boeing 767 entre dois edifícios do Park Place, perto de onde foram encontradas outras peças do trem de pouso.
Na cultura popular, o segundo episódio da primeira temporada da série britânica Zero Hour, A Última Hora do Voo 11, estreou em outubro de 2004. O número do voo para voos na mesma rota com o mesmo tempo de decolagem foi alterado para voo 25 da American Airlines. Esses voos agora usam um Boeing 737-800 em vez de um Boeing 767. Uma bandeira dos Estados Unidos foi içada na ponte a jato do portão B32, a partir da qual o voo 11 partiu do Aeroporto Logan. Em julho de 2017, o voo da American Airlines mais parecido com o voo 11 era o 166, que estava programado para sair às 7:25 da manhã.

## Nota
- Este artigo foi inicialmente traduzido, total ou parcialmente, do artigo da Wikipédia em inglês cujo título é «American Airlines Flight 11», especificamente desta versão.